# Корф, Константин Николаевич
Барон Константин Николаевич Корф (нем. Konstantin Peter Freiherr von Korff; 1832—1895) — русский обер-гофмейстер и действительный тайный советник.

## Биография
Родился 25 июля (6 августа) 1832 года в родовой деревне Сала (Siedlce) Ямбургского уезда Санкт-Петербургской губернии, происходил из курляндского баронского рода, в конце XVI века получившего баронский титул. Его родители — Николай Иванович Корф (1793—1869) — генерал от артиллерии, инспектор всей артиллерии, член Государственного совета и Марианна Иосифовна (Мария Осиповна), урождённая Красовская (1808—1866); брат — Александр  (1833—1903) — генерал-лейтенант; сестра — Луиза (1835—1916, замужем за дипломатом, действительным тайным советником А. П. Моренгеймом); родные дяди — А. И. Корф  (1794—1855) — генерал-лейтенант и П. И. Корф (1803—1867) — генерал-лейтенант, генерал-адъютант.
В службе и классном чине состоял с 1851 года, после окончания Императорского Александровского лицея (учился с 1843 года). В 1856 году пожалован званием камер-юнкера. С 1859 года директор по хозяйственной части Николаевского сиротского института, Александринского сиротского дома и Реального женского училища в Санкт-Петербурге.  В 1865 году пожалован званием камергера Высочайшего двора. В декабре 1868 года произведён в действительные статские советники; 22 июля 1877 года — в тайные советники (месяцем ранее был пожалован чином гофмейстера). С 1881 года директор по хозяйственной части Мариинской больницы для бедных и Александринской женской больницы в Санкт-Петербурге.
С 1880 по 1895 годы почётный опекун Санкт-Петербургского опекунского совета Учреждений императрицы Марии Фёдоровны; был членом Совета Воспитательного общества благородных девиц. С 29 декабря 1894 года — обер-гофмейстер.
В 1895 году произведён в действительные тайные советники. Был награждён всеми российскими орденами вплоть до ордена Александра Невского пожалованного ему 1 апреля 1890 года.
Умер 17 (29) декабря 1895 года в Санкт-Петербурге. Похоронен на Волковском православном кладбище.

## Семья
С 25 марта 1859 года был женат на Марии Магдалине фон Розен (1840—1919).
Владел имениями Раскулицы (Санкт-Петербургская губерния) и Вайвара (Эстляндская губерния), где родился его сын Павел (Leopold Paul Michael Alexander; 1874—1949). Старшие дети сын Николай (1868/1869—1925) и дочь Мария (1862—1941) родились в Санкт-Петербурге. Дочь Мария была замужем за двоюродным братом отца П. П. Корфом.
В Вайваре установлен памятный знак К. Н. Корфу. 